# ام‌اس مدلین
ام‌اس مدلین (به انگلیسی: MS Madeleine) یک کشتی است که طول آن ۱۲۲٫۰۵ متر (۴۰۰ فوت ۵ اینچ) می‌باشد. این کشتی در سال ۱۹۸۱ ساخته شد.